# VM i judo 1956
VM i judo 1956 var det første verdensmesterskab for herrer, og blev afholdt i Tokyo, Japan den 3. maj 1956.

## Medaljeoversigt

### Herrer
| Vægtklasse | Guld            | Sølv                 | Bronze                       |
| ---------- | --------------- | -------------------- | ---------------------------- |
| Åben       | Shokichi Natsui | Yoshihiko Yoshimatsu | Henri Courtine Anton Geesink |

### Medaljefordeling
| Rank              | Nation            | Guld | Sølv | Bronze | Total |
| ----------------- | ----------------- | ---- | ---- | ------ | ----- |
| 1                 | Japan (JPN)       | 1    | 1    | 0      | 2     |
| 2                 | Frankrig (FRA)    | 0    | 0    | 1      | 1     |
| 2                 | Holland (NED)     | 0    | 0    | 1      | 1     |
| Total (3 nations) | Total (3 nations) | 1    | 1    | 2      | 4     |

## Ekstern henvisning
- resultater på judoinside.com hentet 2. august 2021